# Коронель-Доррего
Коронель-Доррего (исп. Coronel Dorrego) — город в Аргентине в провинции Буэнос-Айрес. Административный центр муниципалитета Коронель-Доррего.

## История
В 1887 году был образован муниципалитет, названный в честь аргентинского военного и государственного деятеля Мануэля Доррего. Так как населённых пунктов в то время в этих местах не было, власти муниципалитета первоначально разместились в коммерческом здании «Ла Фе» на берегу ручья Лас-Мостасас. Бальдомеро Виделе было поручено разработать проект населённого пункта, а специальной комиссии — выбрать место его расположения. В феврале 1889 года в качестве основы для будущего поселения было выбрано здание сельскохозяйственного центра, принадлежащее Хосе Урдапильете, и в 1890 году туда переехали структуры муниципалитета. В 1895 году у населённого пункта появился первый глава.

## Известные уроженцы
- Роберто Хуаррос (1925—1995) — поэт.
- Эстебан Оскар Фуэртес (род.1972) — футболист.
- Мауро Нестор Герк (род.1977) — футболист.